# Blue Exorcist: la película
Blue Exorcist: la película (青の祓魔師 -劇場版- Ao no Ekusoshisuto -Gekijōban-?)  es una película de animación japonesa producida por el estudio A-1 Pictures, basada en el manga Blue Exorcist de Kazue Katō.

## Argumento
Hace siglos, un demonio habitaba en un pequeño pueblo y se ganó la simpatía de sus habitantes. Sin embargo, la devoción de la gente hacia el demonio los llevó a descuidar sus tierras, lo que resultó en la pérdida de todos sus bienes. La situación empeoró y llegó un exorcista para sellar de manera permanente al demonio y proteger nuevamente el pueblo.
En la época actual, la Academia de la Verdadera Cruz está en plena preparación para un festival que se celebra cada once años. Rin, su hermano Yukio y Shiemi son asignados a una misión para exorcizar al «Tren fantasma», que se descontroló después de que Rin y Shiemi intentaran rescatar a los espíritus atrapados en su interior. Tras un enfrentamiento, uno de los demonios del tren logra escapar. Poco después, Rin se cruza con un pequeño demonio con forma de niño al que bautiza como Usamaro. Aunque los exorcistas capturan a Usamaro, Rin se opone a su exorcismo y se le encomienda cuidar del demonio.
Se revela que Usamaro era un kami benevolente que se convirtió en demonio tras experimentar el dolor de ser traicionado y abandonado por los aldeanos a los que cuidaba. Para permitir que vivieran felices, Usamaro utilizó su poder para borrar los recuerdos dolorosos de sus mentes. Conviviendo con Rin, Usamaro emplea su poder para ganarse la amistad de Rin y los demás exorcistas, pero esto causa que se olviden de proteger la ciudad durante el festival.
Como resultado, la ciudad se ve invadida por demonios. Durante estos eventos, Rin descubre el poder de Usamaro y comprende que es el mismo demonio del cuento que su padre, Shiro, les contó a él y a Yukio cuando eran niños. A través de su amistad, Rin ayuda a Usamaro a apreciar la importancia de los recuerdos, incluso los dolorosos, y lo persuade de no volver a utilizar su poder, a lo cual el pequeño demonio accede. Aunque Rin lo considera parte de su familia, Usamaro decide sacrificarse cuando los demonios amenazan la ciudad, rompiendo su promesa.
Finalmente, todos parecen olvidar la existencia de Usamaro y los caóticos eventos del festival. Sin embargo, Rin guarda el recuerdo de Usamaro y visita su templo, prometiéndole que nunca lo olvidará.

## Reparto
- Nobuhiko Okamoto como Rin Okumura
  - Akeno Watanabe como Rin de niño
- Jun Fukuyama como Yukio Okumura
  - Ayumi Fujimura como Yukio de niño.
- Kana Hanazawa como Shiemi Moriyama
- Kazuya Nakai como Ryūji Suguro
- Kōji Yusa como Renzō Shima
- Yūki Kaji como Konekomaru Miwa
- Eri Kitamura como Izumo Kamiki
- Ayahi Takagaki como Kuro
- Rina Satō como Shura Kirigakure
- Daisuke Ono como Arthur Auguste Angel
- Hiroshi Kamiya como Mephisto Pheles
- Keiji Fujiwara como Shirō Fujimoto
- Rie Kugimiya como Usamaro
- Hidenobu Kiuchi como Cheng-Long Liu
- Tetsuya Kakihara como Amaimon
- Nao Tōyama como Nii
- Kazuhiro Ōguro como Kaoru Tsubaki
- Kentarō Itō como Reiji Shiratori

## Producción
En septiembre de 2011, se confirmó el manga Blue Exorcist sería adaptado cinematrográficamente a través de la edición de noviembre de la revista Jump Square. En marzo de 2012, se anunció que Atsushi Takahashi dirigiría la película en A-1 Pictures, junto con Reiko Yoshida como guionista, Keigo Sasaki como diseñador de personajes y Shinji Kimura como director artístico. El elenco de la serie de anime, volvió a repetir sus papeles para la película, con Rie Kugimiya y Hidenobu Kiuchi uniéndose a ellos en octubre de 2012 para interpretar respectivamente a los nuevos personajes Usamaro, un niño demonio, y Cheng-Long Liu, un exorcista taiwanés.

## Promoción
En julio de 2012, se publicó un adelanto del tráiler para la película. El tráiler completo de la película se publicó en noviembre de 2012. Un día antes del estreno, se publicó un vídeo promocional. El 28 de diciembre de 2012, se publicó la novelización de la película escrita por Aya Yajima.

## Estreno
Blue Exorcist: la película se estrenó en Japón el 28 de diciembre de 2012. La película se estrenó en Estados Unidos en la Anime Expo de Los Ángeles en julio de 2013 y se proyectó limitadamente en Estados Unidos el 17 de agosto. La película también se estrenó en el Reino Unido el 9 de febrero de 2014.

## Recepción
Carl Kimlinger, de Anime News Network, calificó a la película como B+, considerando que la misma era un «magnífico espectáculo con un corazón cálido, bien planeado con suficiente humor y acción desenfrenada para ganarse su demografía shonen, pero que nunca olvida que los sentimientos reales siempre superan a la fantasía». Alabó la «belleza meticulosa y a veces surrealista» de los terrenos de la Academia de la Verdadera Cruz con «magnífico trabajo artístico cinematográfico» y al «fluido trabajo de la cámara» de A-1 Pictures.